# Barcelona Open 2013
Il Barcelona Open  2013 è stato un torneo di tennis giocato sulla terra rossa. È stata la 61ª edizione del Torneo Godó, parte della categoria ATP World Tour 500 series nell'ambito dell'ATP World Tour 2013. La competizione si è disputata al Real Club de Tenis Barcelona di Barcellona, in Spagna, dal 20 al 28 aprile 2013.

## Partecipanti

### Teste di serie
| Nazionalità | Giocatore             | Ranking* | Testa di serie |
| ----------- | --------------------- | -------- | -------------- |
| Spagna      | David Ferrer          | 4        | 1              |
| Spagna      | Rafael Nadal          | 5        | 2              |
| Rep. Ceca   | Tomáš Berdych         | 6        | 3              |
| Francia     | Richard Gasquet       | 9        | 4              |
| Spagna      | Nicolás Almagro       | 12       | 5              |
| Canada      | Milos Raonic          | 15       | 6              |
| Giappone    | Kei Nishikori         | 16       | 7              |
| Argentina   | Juan Mónaco           | 20       | 8              |
| Germania    | Philipp Kohlschreiber | 21       | 9              |
| Polonia     | Jerzy Janowicz        | 24       | 10             |
| Francia     | Jérémy Chardy         | 25       | 11             |
| Slovacchia  | Martin Kližan         | 28       | 12             |
| Spagna      | Fernando Verdasco     | 31       | 13             |
| Francia     | Benoît Paire          | 33       | 14             |
| Bulgaria    | Grigor Dimitrov       | 34       | 15             |
| Spagna      | Marcel Granollers     | 35       | 16             |

* Ranking al 15 aprile 2013.

### Altri partecipanti
I seguenti giocatori hanno ricevuto una wild card per il tabellone principale: 
- Roberto Carballes-Baena
- Pablo Carreño Busta
- Gerard Granollers Pujol
- Albert Montañés

I seguenti giocatori sono passati dalle qualificazioni: 

- Ernests Gulbis
- Dmitrij Tursunov
- Jan Hájek
- Kenny de Schepper
- Marc López
- Guillermo Olaso

## Punti e montepremi
Il montepremi complessivo è di 2.166.875 €.
| Torneo    | Torneo              | V       | F       | SF     | QF     | 3T     | 2T     | 1T    | Q | Q2    | Q1  |
| Singolare | Punti               | 500     | 300     | 180    | 90     | 45     | 20     | 0     | 0 | 0     | 0   |
| Singolare | Premi in denaro (€) | 389.300 | 177.500 | 82.700 | 39.460 | 19.200 | 10.230 | 5.955 | – | 1.100 | 570 |
| Doppio    | Punti               | 500     | 300     | 180    | 90     | –      | –      | 0     | – | –     | –   |
| Doppio    | Premi in denaro (€) | 121.460 | 54.810  | 25.850 | 12.500 | –      | –      | 6.390 | – | –     | –   |

## Campioni

### Singolare
Rafael Nadal ha sconfitto in finale  Nicolás Almagro per 6-4, 6-3.
- È il cinquantaquattresimo titolo in carriera, ottavo a Barcellona e quarto dell'anno.

### Doppio
Alexander Peya e  Bruno Soares hanno sconfitto in finale  Robert Lindstedt e  Daniel Nestor per 5-7, 7–6(7), [10-4].